# Campionato mondiale di hockey su ghiaccio maschile 1998
Il Campionato mondiale di hockey su ghiaccio maschile 1998, organizzato sotto il patrocinio dell'International Ice Hockey Federation, si è svolto in Svizzera, che lo ha ospitato nelle città di Zurigo e Basilea.
Il torneo è stato vinto dalla Svezia, che ha sconfitto in finale la Finlandia. Al gradino più basso del podio è giunta invece la squadra della Repubblica Ceca, che si è imposta sulla Svizzera nella gara valida per la medaglia di bronzo.

## Classifica finale
| Pos. | Squadra     |
| ---- | ----------- |
| 1    | Svezia      |
| 2    | Finlandia   |
| 3    | Rep. Ceca   |
| 4    | Svizzera    |
| 5    | Russia      |
| 6    | Canada      |
| 7    | Slovacchia  |
| 8    | Bielorussia |
| 9    | Lettonia    |
| 10   | Italia      |
| 11   | Germania    |
| 12   | Stati Uniti |
| 13   | Francia     |
| 14   | Giappone    |
| 15   | Austria     |
| 16   | Kazakistan  |

Le squadre classificate dall'11º al 16º posto sono state relegate ai tornei di qualificazione per l'ingresso nel campionato mondiale del 1999.